# Pikachu
Pikachu (Nhật: ピカチュウ Hepburn: Pikachū, phát âm, tiếng Anh: /ˈpiːkətʃuː/) là một trong những loài Pokémon xuất hiện trong các sản phẩm nhượng quyền thương mại như video game, anime, truyện tranh, và trò chơi thẻ bài liên quan đến Pokémon được hợp pháp hóa bởi The Pokémon Company, một công ty Nhật Bản. Chúng là những sinh vật giống như loài gặm nhấm màu vàng với khả năng điện mạnh mẽ. Trong hầu hết các lần xuất hiện, bao gồm cả anime và một số trò chơi video, chúng chủ yếu được lồng tiếng bởi Ikue Ōtani. Một Pikachu cũng xuất hiện như một phần của dàn diễn viên chính trong bộ phim hoạt hình người đóng sống động Pokémon: Thám tử Pikachu, đóng trong CGI và được lồng tiếng bởi Ryan Reynolds.
Thiết kế của Pikachu là do Atsuko Nishida nghĩ ra và Ken Sugimori hoàn thiện. Pikachu xuất hiện lần đầu trong Pokémon Red và Green ở Nhật Bản, và sau đó trong phiên bản video game Pokémon quốc tế đầu tiên, Pokémon Red và Blue, cho hệ máy Game Boy.
Như tất cả các loài Pokémon khác, Pikachu chiến đấu với các Pokémon trong anime, manga, và game của seri. Pikachu là một trong những Pokémon đặc trưng nhất vì một con Pikachu là nhân vật chính trong loạt anime Pokémon. Pikachu là Pokémon được coi là phổ biến rộng rãi nhất, là linh vật chính thức của Pokémon, và đã trở thành một biểu tượng của văn hóa Nhật Bản trong những năm gần đây. Trong Pokémon, Pikachu thường được tìm thấy trong nhà, rừng, vùng đồng bằng, và đôi khi ở gần núi, hải đảo, và nguồn điện (như nhà máy điện), trên hầu hết các châu lục của thế giới hư cấu. Là một Pokémon hệ điện, Pikachu có thể tích trữ điện trong má của nó và phóng sét trong các cuộc chiến.
Năm 2014, Pikachu được liên đoàn bóng đá Nhật Bản chọn làm linh vật của đội tuyển bóng đá nước này khi tham dự vòng chung kết World Cup diễn ra trong cùng năm.

## Tổng quan
Pikachu là một loài gặm nhấm với thân hình lùn và nhỏ, được lấy cảm hứng từ loài sóc (Xem thêm: Ochotona). Pikachu rất dễ nhận ra bởi thân hình toàn màu vàng, với đôi tai dài và những sọc đen sau lưng, cạnh cái đuôi như tia điện xẹt.
Pikachu sống thành đàn trong những khu rừng. Chúng tích trữ nguồn điện bằng hai đốm trên má. Dù hai đốm đó là rất nhỏ, nhưng mọi người thường cho rằng chúng có thể tích được một lượng điện năng khổng lồ. Chính vì vậy mà mọi sự tiếp xúc với Pikachu đều có khả năng gây cho người tiếp xúc một cảm giác "tê liệt hoàn toàn" (Trên phương diện game, đây chính là khả năng đặc biệt của Pikachu (Xem Ability): Static. Có mối quan hệ chặt chẽ với điện, bản thân Pikachu rất nhạy cảm với điện trường, từ trường hoặc điện từ trường. Nếu ở gần vùng có điện từ trường mạnh, Pikachu sẽ bị mắc một chứng bệnh gần giống với bệnh cảm ở người.
Pikachu cùng với 2 loài trong chuỗi tiến hóa của chúng (Pichu, Raichu) là những loài duy nhất có khả năng sử dụng Volt Tackle, một chiêu khá mạnh của hệ điện. Tuy nhiên, bản thân Pikachu - cũng như Raichu không tự học được Volt Tackle, chúng chỉ có thể học được khi còn ở trạng thái Pichu. Một số trường hợp đặc biệt (các Pikachu nhận được qua event của Nintendo), Pikachu có thể điều khiển nước và có khả năng bay. Trong manga, Pikachu của Red có khả năng lướt sóng  và Pikachu của Yellow có khả năng bay (bằng bong bóng bay).
Nói tới các tuyệt chiêu, Pikachu có những tuyệt chiêu phổ biến như Tấn Công Nhanh, Điện 100 000 Vôn, Đuôi Sắt,... Đặc biệt, trong truyện Pocket Monster Special, Pikachu còn có khả năng Phân Thân nữa.

## Dữ liệu

### Thông tin từ Pokedex

#### Thế hệ thứ nhất
| Game             | Tiếng Anh | Tiếng Việt |
| ---------------- | --- | --- |
| Red, Blue, Green | When several of these Pokémon gather, their electricity could build and cause lightning storms                 | Khi một số lượng khá lớn các cá thể thuộc loài Pokemon này tập trung cùng một nơi, chúng có thể gây ra bão sấm sét        |
| Yellow           | It keeps its tail raised to monitor its surroundings. If you yank its tail, it will try to bite you.           | Chúng giữ đuôi của mình ở vị trí thẳng đứng để điều khiển các thứ xung quanh. Nếu bạn phá đuôi chúng, chúng sẽ cắn bạn.   |
| Stadium          | Lives in forests away from people. It stores electricity in its cheeks for zapping an enemy if it is attacked. | Sống trong rừng ở xa con người. Nó tích trữ điện năng trên má, khi bị tấn công, nó sẽ phóng dòng điện năng đó vào kẻ thù. |

#### Thế hệ thứ hai
| Game      | Tiếng Anh                                                                                             | Tiếng Việt |
| --------- | --- | --- |
| Gold      | This intelligent Pokémon roasts hard berries with electricity to make them tender enough to eat.      | Con Pokemon thông minh này nướng mấy trái berry cứng bằng điện năng để chúng mềm ra và có thể ăn được.          |
| Silver    | It raises its tail to check its surroundings. The tail is sometimes struck by lightning in this pose. | Nó giữ đuôi thằng đứng để kiểm tra mấy thứ xung quanh. Trong tư thế này, đuôi của nó đôi lúc bị sét đánh trúng. |
| Crystal   | When it is angered, it immediately discharges the energy stored in the pouches in its cheeks.         | Khi nó bị chọc tức, ngay lập tức nó sẽ giải phóng năng lượng đã tích trữ trong hai đốm ở má.                    |
| Stadium 2 | This intelligent Pokémon roasts hard berries with electricity to make them tender enough to eat.      | Con Pokemon thông minh này nướng mấy trái berry cứng bằng điện năng để chúng mềm ra và có thể ăn được.          |